# غريغوريو بيرالتا
غريغوريو بيرالتا (بالإسبانية: Gregorio Peralta)‏ مواليد 8 مايو 1935 في سان خوان، الأرجنتين - الوفاة 3 أكتوبر 2001، كان ملاكم أرجنتيني سابق صنّف ضمن فئة الوزن الثقيل.

## إحصائيات
خاض خلال مسيرته 116 نزالا، فاز في 98 وتعادل في 9 وخسر في 9. فاز بالضربة القاضية في 60 نزالا.

## روابط خارجية
- غريغوريو بيرالتا على موقع بوكس ريك (الإنجليزية) (registration required)